# Allamanda

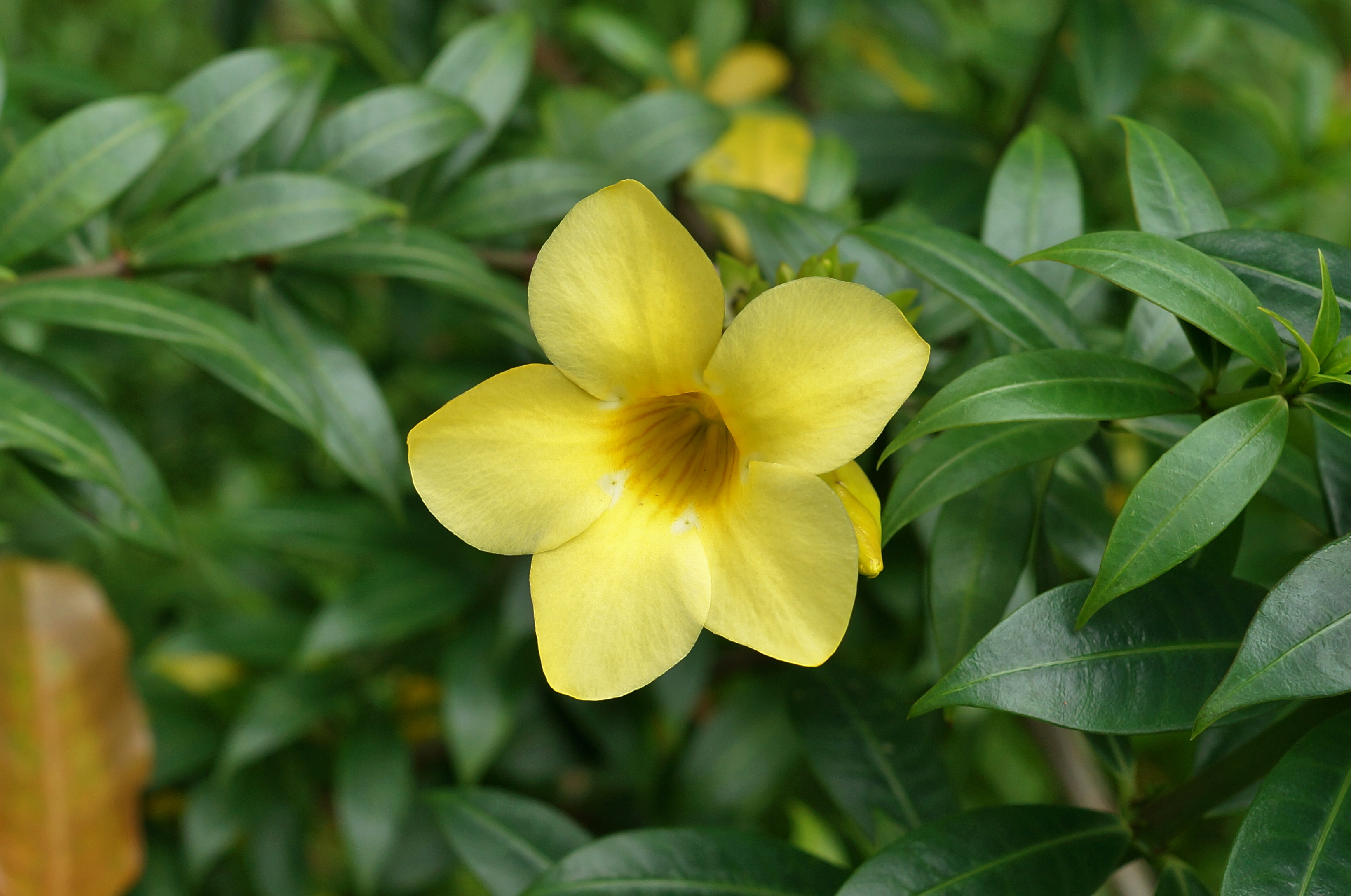
Alamanda amarela (Allamanda cathartica)

Allamanda é um género botânico de plantas de florescência e pertencente à família Apocynaceae. Ele é nativo do Brasil, onde são distribuídos do México à Argentina. Algumas espécies são utilizadas como plantas ornamentais cultivadas por suas flores grandes e coloridas. A maioria das espécies produzem flores amarelas ou em tons de rosa. O nome homenageia o botânico suíço e médico Frédéric-Louis Allamand que viveu no século XVIII. 

## Descrição
Plantas do gênero são árvores verdes, arbustos ou videiras. Eles geralmente possuem um látex branco. As folhas são opostas ou dispostas em espirais de até cinco. A flor tem cinco sépalas lobadas e uma corola em forma de sino ou funil de cinco pétalas,  O fruto é um esquizocarpo contendo duas a quatro sementes.

## Espécies
Abaixo relacionada as espécies conhecidas:
1. Allamanda angustifolia
2. Allamanda blanchetii
3. Allamanda calcicola
4. Allamanda cathartica
5. Allamanda doniana .
6. Allamanda laevis
7. Allamanda martii
8. Allamanda oenotherifolia
9. Allamanda parviflora
10. Allamanda polyantha M
11. Allamanda puberula
12. Allamanda schotti
13. Allamanda setulosa .
14. Allamanda thevetifolia
15. Allamanda weberbaueri
16. Allamanda verticillata

## Cultivo

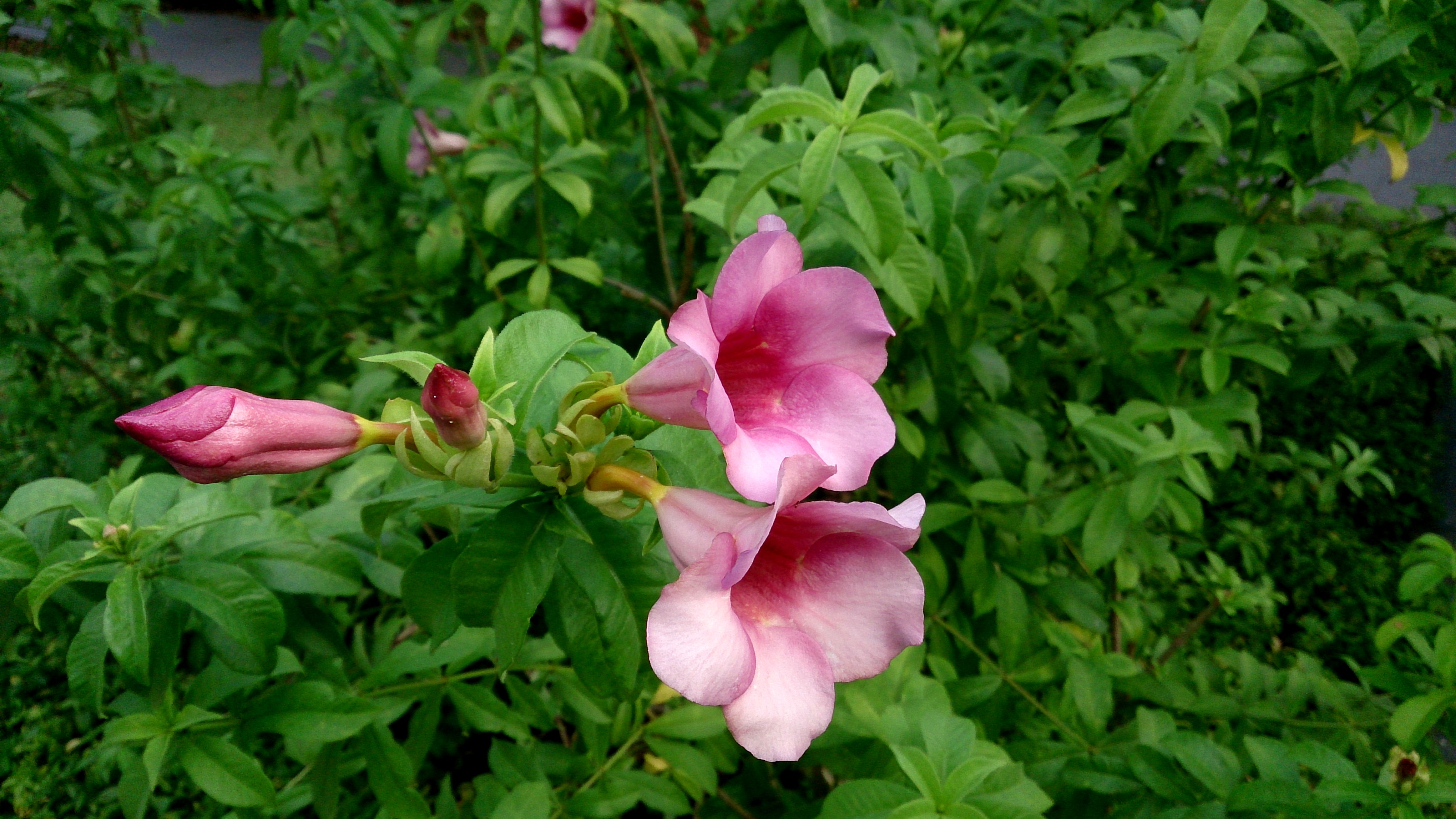
Alamanda Roxa

Na natureza, as plantas do gênero crescem ao longo das margens dos rios e outras áreas abertas e ensolaradas, com chuvas adequadas e substrato úmido. As plantas não toleram sombra ou solos salinos ou alcalinos, e são sensíveis à geada. Crescem rapidamente, algumas vezes espalhando-se por cerca de três metros por ano. Elas podem ser propagadas a partir de estacas ou sementes.